# بي إم دبليو آر 1200 اس تي
بي إم دبليو آر1200اس تي (بالإنجليزية: BMW R1200ST)‏ هي دراجة نارية من تصنيع بي إم دبليو.